# United States House Committee on the Budget

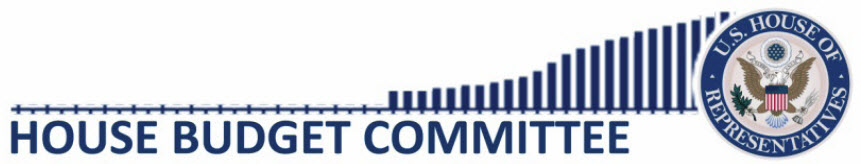
Logo des House Committee on the Budget

Das United States House Committee on the Budget (deutsch: Haushaltsausschuss) ist ein ständiger Ausschuss des Repräsentantenhauses der Vereinigten Staaten. Derzeitiger Vorsitzender ist Jodey Cook Arrington (R-TX), Oppositionsführer (Ranking Member) ist Brendan Francis Boyle (D-PA).

## Aufgabenbereich
Die Hauptaufgabe des Haushaltsausschusses ist es, einen Rahmen für den jährlichen Haushalt der Vereinigten Staaten zu entwerfen. Der Ausschuss kann andere Ausschüsse anweisen, Gesetze zu ändern, um die Ausgaben zu verringern oder Einnahmen zu erhöhen. Außerdem prüft er den jährlichen Haushaltsantrag des Präsidenten der Vereinigten Staaten sowie des Congressional Budget Office (Rechnugshof). Des Weiteren überprüft er die Auswirkungen von Gesetzen auf das Budget.

## Geschichte
Der Ausschuss wurde 1974 durch den Congressional Budget and Impoundment Control Act geschaffen, um den Präsidentenhaushalt zu analysieren und ihn mit den Haushaltsplänen des Kongresses abzugleichen und eine eigene Steuerpolitik zu entwickeln. Im Jahr 1985 und 1987 sollten zwei Gesetze („Balanced Budget and Emergency Deficit Control Act of 1985“, „Balanced Budget and Emergency Deficit Control Reaffirmation Act of 1987“) das Defizit des Haushalts, durch die Vorgabe von Zieldefiziten, innerhalb von sechs Jahren verringern. Diese Gesetze sahen vor, die Ausgaben automatisch zu kürzen, sollten die prognostizierten Defizite das festgesetzte Ziel überschreiten. 1990 wurde diese durch den  Budget Enforcement Act of 1990 abgelöst, der eine Obergrenze der Ausgaben vorsah. Jede Kürzung der Einnahme musste eine gleich hohe Kürzung der Ausgaben zur Folge haben.

## Mitglieder im 118. Kongress

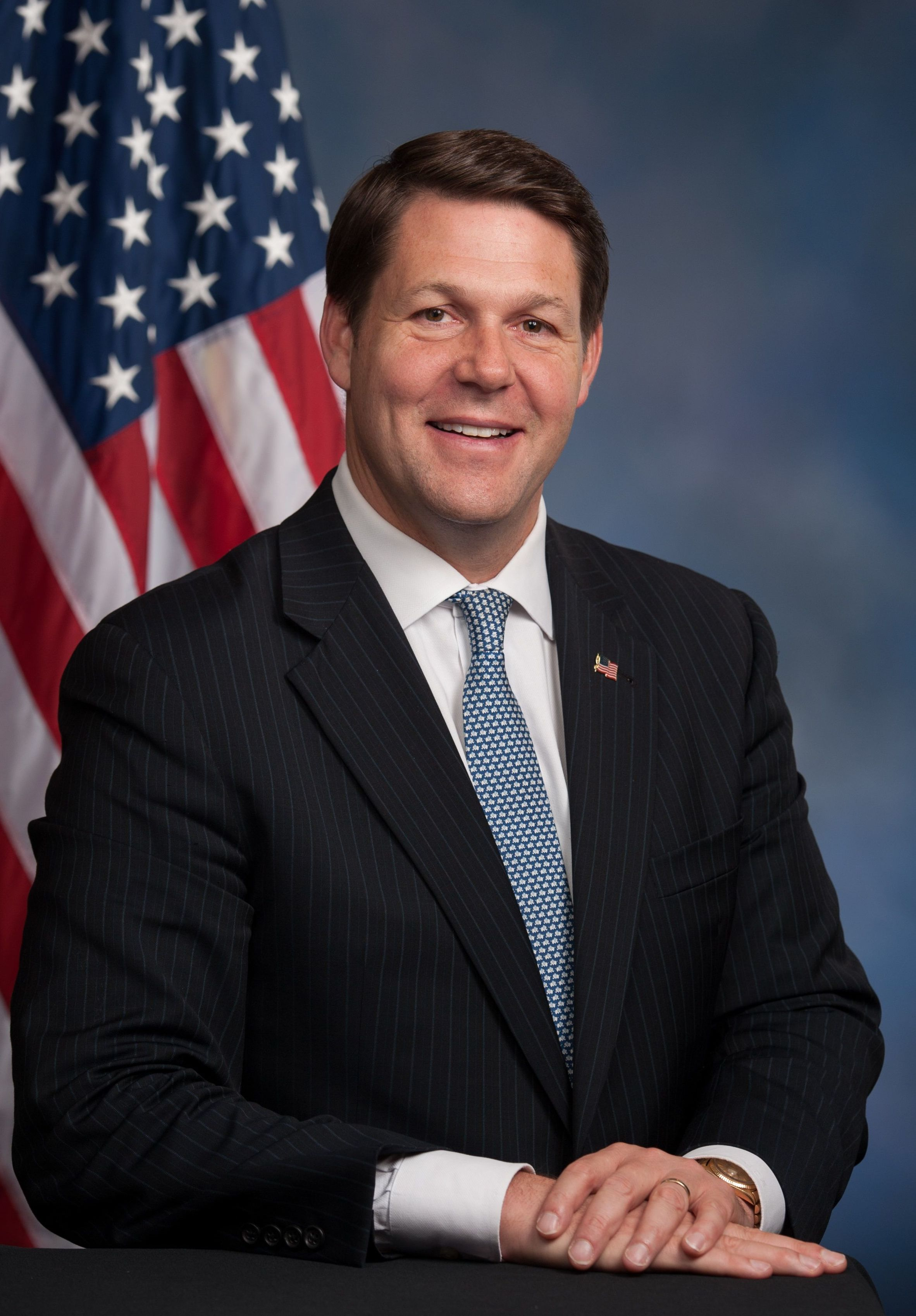
Jodey Arrington, derzeitiger Vorsitzender des Haushaltsausschusses

Im 118. Kongress besteht der Ausschuss aus 21 Republikanern und 16 Demokraten. Es gibt keine Unterausschüsse (Subcommittees).
| Republikaner | Demokraten |
| --- | --- |
| - Jodey Cook Arrington, Chairman - Ralph Warren Norman junior - Thomas Miller McClintock - Glenn S. Grothman - Lloyd Kenneth Smucker - Michael Clifton Burgess - Earl Leroy Carter - Benjamin Lee Cline - Robert George Good - John Warren Bergman - Anderson Drew Ferguson IV - Charles Eugene Roy - Blake David Moore - David Goncalves Valadao - Ronald Gene Estes - Stephanie Irene Bice - Lisa Carmella McClain - Michelle Louise Helene Fischbach - Rudolph Chester Yakym III - Joshua Chad Brecheen - Charles Marion Edwards | - Brendan Francis Boyle, Ranking Member - Brian Michael Higgins - Janice Danoff Schakowsky - Earl Francis Blumenauer - Daniel Timothy Kildee - Scott Harvey Peters - Barbara Jean Lee - Lloyd Alton Doggett II - James Varni Panetta - Jennifer Lynn Wexton - Sheila Jackson Lee - Ilhan Abdullahi Omar - David John Trone - Rebecca A. Balint - Robert Cortez Scott - Adriano de Jesús Espaillat Cabral |

## Mitglieder im 117. Kongress

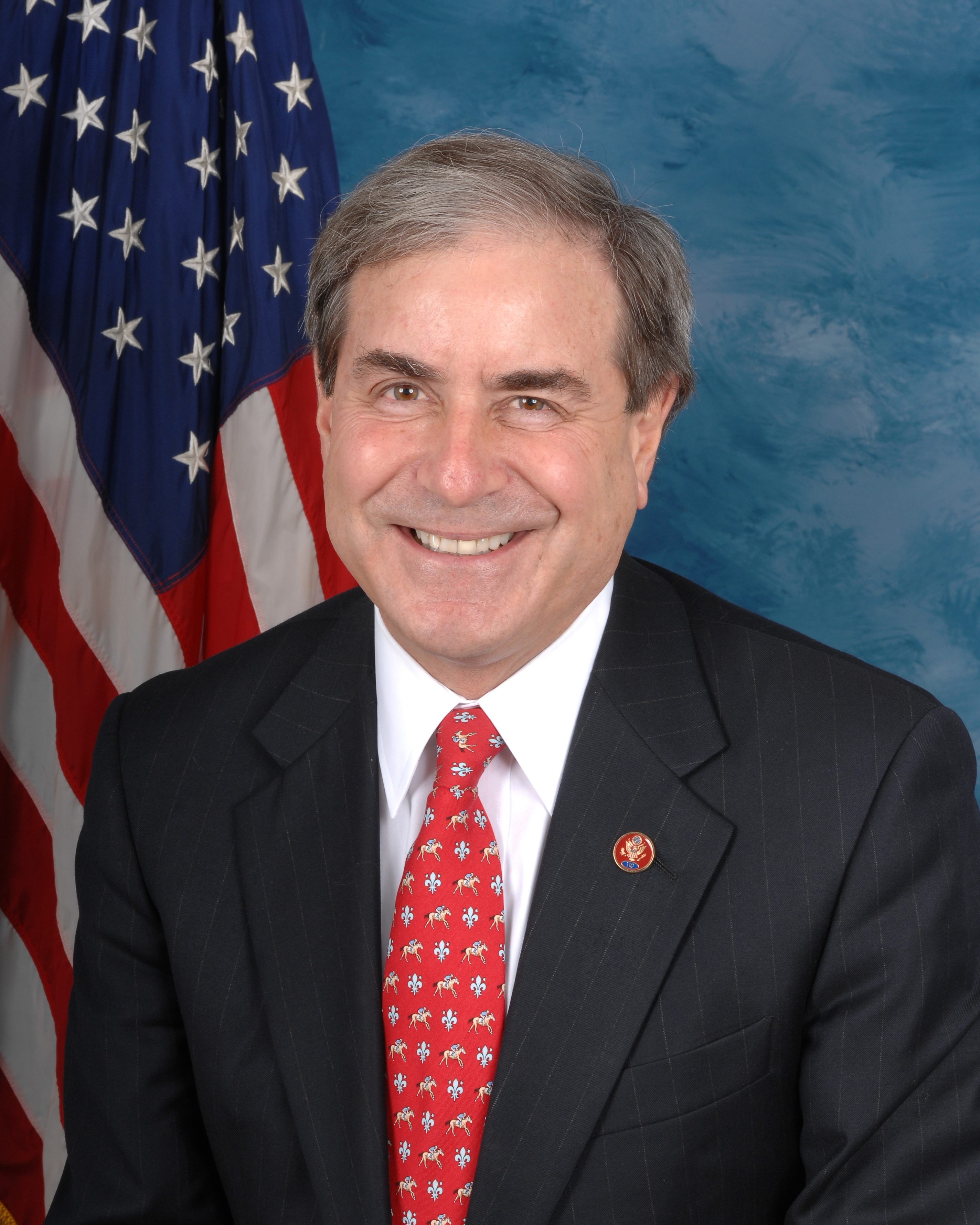
John Yarmuth, Vorsitzender des Haushaltsausschusses im 117. Kongress

Im 117. Kongress bestand der Ausschuss aus 21 Demokraten und 16 Republikanern. Es gab keine Unterausschüsse (Subcommittees).
| Demokraten | Republikaner |
| --- | --- |
| - John Allan Yarmuth, Chairman - Hakeem Sekou Jeffries - Brian Michael Higgins - Brendan Francis Boyle - Lloyd Alton Doggett II - David Eugene Price - Janice Danoff Schakowsky - Daniel Timothy Kildee - Joseph D. Morelle - Steven Alexander Horsford - Barbara Jean Lee - Judy May Chu - Stacey Elizabeth Plaskett - Jennifer Lynn Wexton - Robert Cortez Scott - Sheila Jackson Lee - James Hayes Shofner Cooper - Albio Sires - Scott Harvey Peters - Seth Wilbur Moulton - Pramila Jayapal | - Jason Thomas Smith, Ranking Member - Blake David Moore - Thomas Miller McClintock - Glenn S. Grothman - Lloyd Kenneth Smucker - Michael Clifton Burgess - Earl Leroy Carter - Benjamin Lee Cline - Lauren Opal Boebert - Byron Lowell Donalds - Randy L. Feenstra - Robert George Good - Ashley Elizabeth Hinson - Jay Phillip Obernolte - Marjorie Taylor Greene - Carol Devine Miller - Mike Carey - Joseph Michael Sempolinski |